# Sacerdozio (religione romana)
Il sacerdozio è un'istituzione della religione romana, per la quale una persona veniva ordinata sacerdote e assumeva la funzione di ministro del culto. La religione romana prevedeva numerose figure sacerdotali. I sacerdoti avevano alcuni privilegi, come l'esonero dal servizio militare, posti riservati agli spettacoli pubblici e la possibilità di indossare la toga pretesta. Anche i magistrati romani avevano tra i loro compiti alcuni obblighi riguardo al culto.

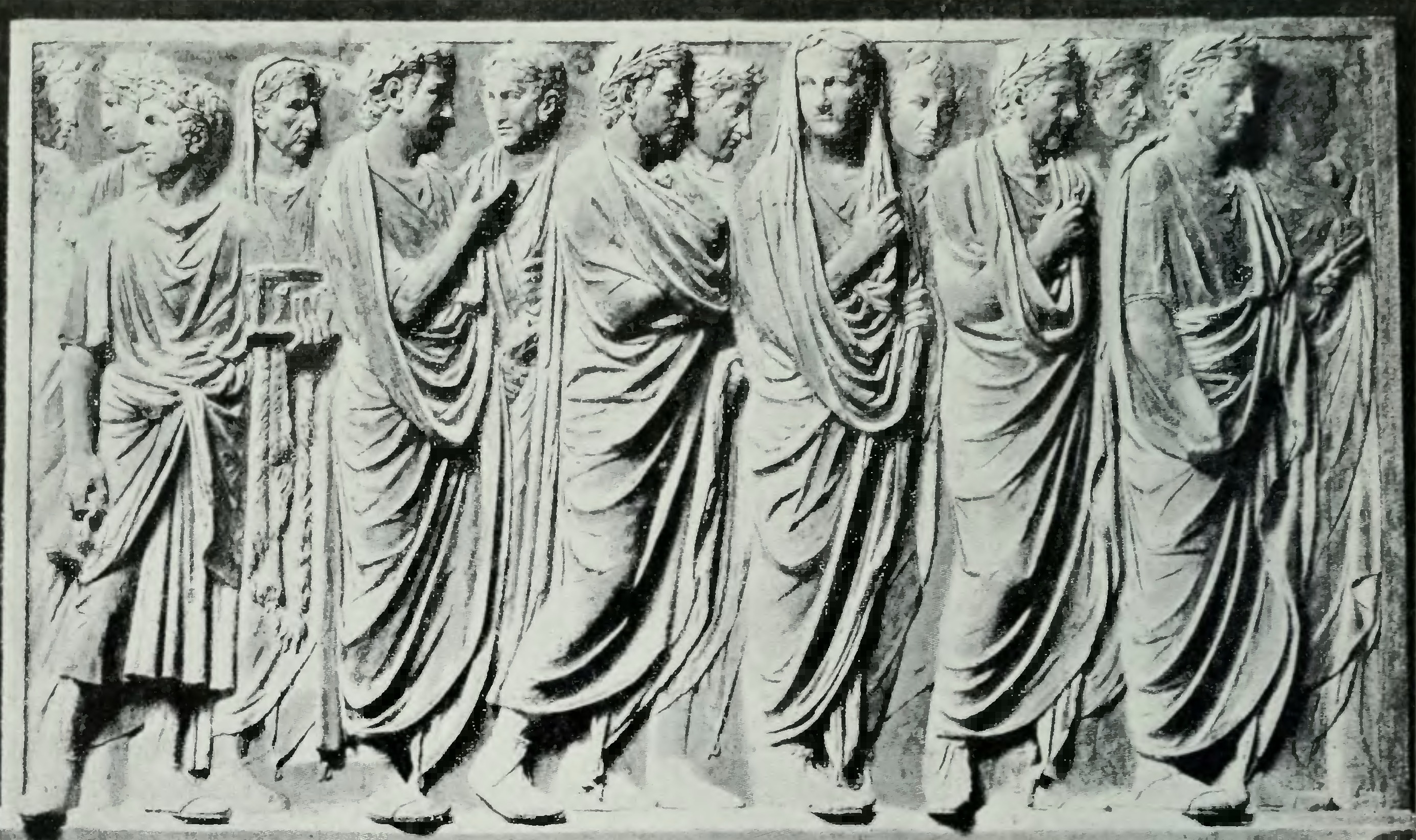
Processione di sacerdoti romani su un rilievo dell'ara pacis.

Grazie alla lex Ursonensis si è a conoscenza del fatto che sia nei municipi che nelle colonie esistevano due collegi di tre persone ciascuno di pontefici e auguri. I membri di questi collegi erano nominati dai comizi, e dopo il I secolo dai decurioni.

## Sacerdoti
Con sacerdote si intendeva colui che era addetto al sacro, quindi non solo compiva sacrifici, ma sorvegliava tutto ciò era concernente gli dei. I sacerdoti, durante le loro funzioni, erano solitamente assistiti da varie persone: dai camilli (che svolgevano semplici mansioni), dal tibicen (un flautista) e da victimarii (coloro che dovevano uccidere la vittima sacrificale). 
L'ordo sacerdotum tradizionale ci è tramandato da Festo nel seguente ordine: rex sacrorum, flamine diale, flamine marziale, flamine quirinale, pontefice massimo.
Dionigi di Alicarnasso e Tito Livio riportano un'altra gerarchia sacerdotale, non in contrasto con quella di Festo, e che potrebbe essere stata tratta dagli annali dei pontefici: curioni, flamini, celeri, auguri, vestali, salii, feziali, pontefici.
Col passare del tempo, il pontefice massimo divenne di fatto la massima carica religiosa romana, a capo del collegio dei pontefici, i quali di per sé non erano però veri e propri sacerdoti. Tra l'altro esso nominava le vestali ed i flamini.
Questo è l'elenco il più possibile completo dei sacerdoti e dei loro ausiliari nell'Urbe Roma, in base all'ordine sociale di appartenenza:
- Sacerdoti appartenenti all'ordine senatorio: il re dei sacrifici e la regina dei sacrifici, i pontefici, i settemviri epuloni, le vestali, i flamini, gli auguri, i quindecenviri dei sacrifici, gli arvali, i sodali Tizi, i feziali, i salii, il curione massimo, i pontefici del Sole, la damiatrice (sacerdotessa della Bona Dea).

- Sacerdoti appartenenti all'ordine equestre: i tubicini, i luperci, i pontefici minori (o scribi), i sacerdoti Laurenti Lavinati, i sacerdoti Ceninensi, i sacerdoti Albani.

- Sacerdoti scelti tra i cittadini: gli aruspici, i curioni, i vicomagistri, il sacerdote bidentale, il sacerdote delle confarreazioni e delle diffarreazioni, gli arioli, i magi, i matematici.

- Sacerdoti addetti al culto imperiale: i sodali Augustali, i sodali Flaviali, i sodali Adrianali, i sodali Antoniniani, i flamini dei divi (e le flaminiche dei divi), il sacerdote della casa augusta, il sacerdote della casa divina, il sacerdote della Vittoria Britannica.

- Ausiliari: gli apparitori, i camilli e i pueri, il littore Diale, i littori delle Vestali, i littori della curia, i littori dei vicomagistri, i flamini curiali, il popa, il vittimario, il cultrario, lo strufertario, il fittore, il pullario, il calatore, il precone, il viatore, l'edituo o editumno, il vestiario, il turario, la prefica, i fidicini e i sinfoniaci, i pubblici, l'arcario, il verbalizzatore.

- Sacerdoti di culti autonomi presenti a Roma:
  - Iside: il sacerdote, il cimbalistria, il timpanistria, l'innologo.
  - Magna Mater e Cibele: il fanatico, il gallo, l'archigallo.
  - Giove Dolicheno: il candidato, il padre dei candidati, il patrono, il sacerdote, il subsacerdote, il curatore del tempio.
  - Sabazio: il sacerdote, il piroforo.

### Pontefice
Il pontefice era inizialmente un esperto di tutto il complesso delle cose sacre, più che un vero e proprio sacerdote: il suo compito principale era quello di indicare e suggerire, alle autorità ed ai privati, il modo più opportuno per adempiere agli obblighi religiosi. Esso sorvegliava il culto nei suoi diversi aspetti, e soprattutto sovraintendeva le cerimonie riguardanti le divinità indigene. Spesso rivestirono anche cariche civili.

### Augure
Gli auguri avevano un'importanza simile a quella dei pontefici, ma diverso era il loro compito: essi interpretavano il volere degli dei, in particolare Giove, tramite la decifrazione di segni divini, come il volo degli uccelli. Gli auguri avevano, da un certo punto di vista, anche una certa importanza politica: infatti i magistrati spesso si rivolgevano a loro, e si rimettevano alle loro giudizi. Essi comunque non predicevano quale fosse la cosa migliore da fare, ma solo se un qualcosa su cui si era già deciso incontrasse o meno l'approvazione divina.

### Flamine

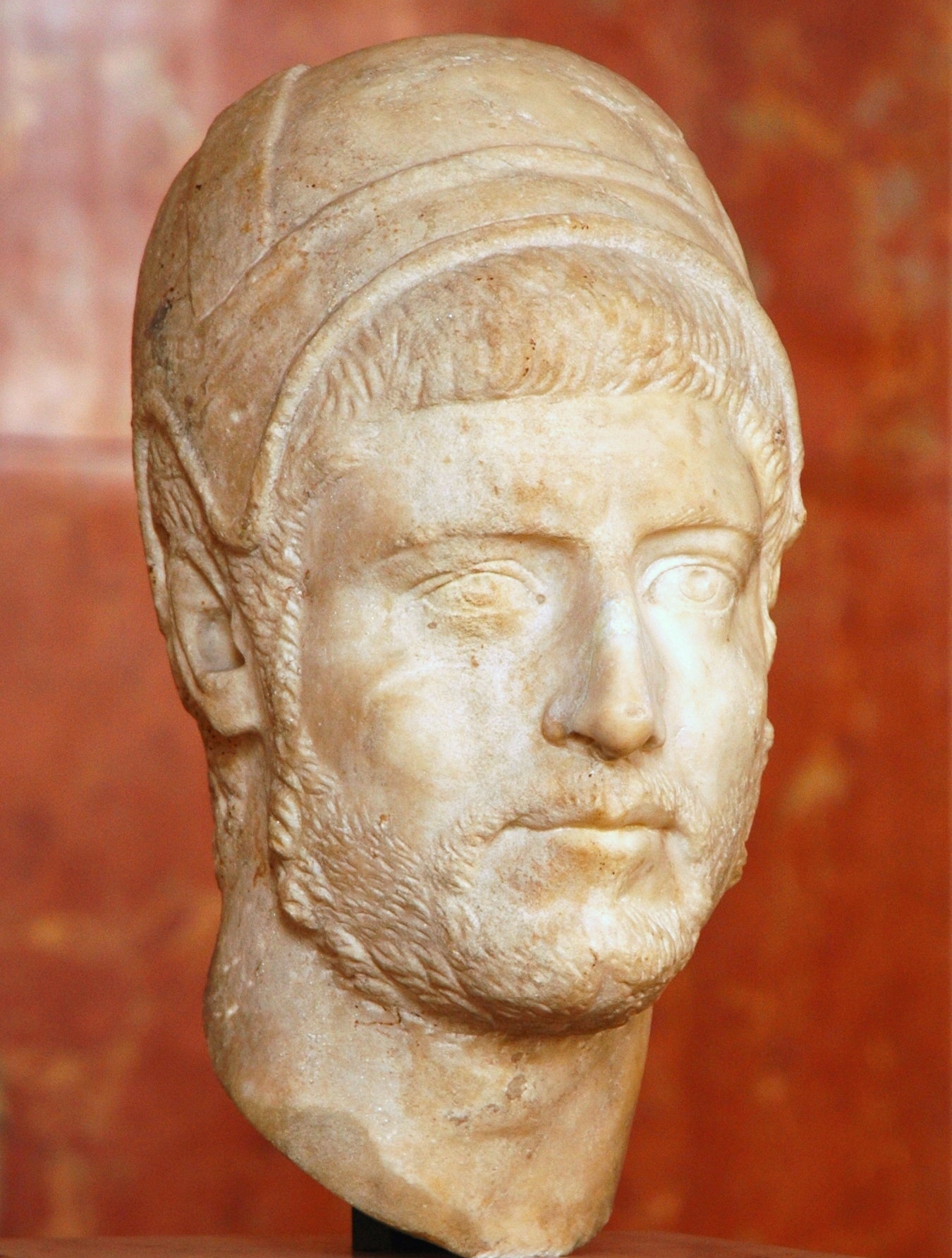
Immagine di un flamen

I flamini erano subordinati ai pontefici ed agli auguri, anche se superavano questi ultimi in prestigio. Si trattava di addetti al culto imperiale o delle divinità, ed erano divisi in Flamines Maiores, che venivano scelti tra i patrizi e celebravano la Triade Capitolina, e i Flamines minores, che si dividevano in ben dodici tipi.

### Feziali
I feziali costituivano un collegio sacerdotale dell'antica Roma, ed erano incaricati di preservare gli aspetti formali del diritto internazionale e del diritto bellico dell'Urbe. I sacerdoti erano 20, e fra di loro si identificava un pater patratus che era incaricato della dichiarazione formale di guerra ai popoli confinanti con Roma. I feziali agivano quindi da primitivi ambasciatori di guerra.

### Vestali
Le vestali erano delle sacerdotesse consacrate alla dea Vesta: loro compito era di mantenere sempre acceso il fuoco sacro alla Dea, che rappresentava la vita della città, e compierne il culto. Erano inoltre incaricate di preparare gli ingredienti per qualsiasi sacrificio pubblico o privato.

### Salii
I Salii erano sacerdoti addetti quasi esclusivamente al culto di Marte, Quirino e dei membri della famiglia imperiale. Questo tipo di sacerdozio era tra i meno diffusi.

### Altre figure sacerdotali
- Re di Nemi
- Arvali
- Decemviri

## Magistri
I magistri svolgevano funzioni di culto delle divinità. Essi erano solitamente uomini liberi o liberti, anche se in alcuni casi si è trovato nome di alcuni schiavi che hanno svolto tale compito (solitamente gli schiavi erano ministri, ovvero dei semplici aiutanti). In certi casi i magistri potevano svolgere anche funzioni civili.